# Воєнний податок (1941—1945)
Воєнний податок 1941–1945 — збір з населення, запроваджений 1 січня 1942 Указом Президії ВР СРСР від 29 грудня 1941 замість надбавок до прибуткового і сільськогосподарського податків. Стягнення воєнного податку було зумовлене потребою залучення коштів населення для фінансування державних витрат у роки Німецько-радянської війни 1941–1945. До сплати залучалися громадяни, які досягли 18 років. Звільнялися від воєнного податку: військовослужбовці рядового, молодшого командного і начальницького складу всіх родів військ; військовослужбовці середнього, старшого й вищого командного і начальницького складу, які перебували в Червоній армії та на флоті і в прикордонних військах; члени сімей військовослужбовців, які отримували допомогу від держави; чоловіки 60 років і старші; жінки 55 років і старші; пенсіонери, які не мали інших джерел доходів, крім пенсії.
Ставки воєнного податку диференціювалися за категоріями платників. Робітники і службовці та прирівняні до них за обкладанням прибутковим податком сплачували воєнний податок у твердій сумі з урахуванням річного заробітку; колгоспники і одноосібники — 150–600 карбованців щорічно з кожного члена господарства; інші громадяни, які не мали самостійного прибутку, — 100 крб. щороку. Воєнний податок надходив у розмірах, які перевищували всі інші податкові платежі населення, що дало змогу мобілізувати в доход бюджету за роки війни понад 72,1 млрд крб. 6 липня 1945 Указом Президії ВР СРСР воєнний податок скасовано.